# Блейлок, Альфред
Альфред Бле́йлок (англ. Alfred Blalock; 5 апреля 1899 — 15 сентября 1964) — американский кардиохирург, наиболее известный своими исследованиями состояния шока и разработкой хирургической процедуры шунтирования Блейлока — Тауссиг (совместно с детским кардиологом Элен Тауссиг), которая, по мнению ряда историков медицины, стала началом современной эпохи кардиохирургии.
Член Национальной академии наук США (1945), иностранный член Французской академии наук (1955).

## Биография
Родился в Каллодене, штат Джорджия, в возрасте 14 лет поступил в военную академию Джорджии, бывшую подготовительным учебным заведением перед поступлением в Университет штата Джорджия, который он окончил в возрасте 19 лет со степенью бакалавра искусств. После этого Блейлок поступил в Медицинскую школу Джонса Хопкинса, которую окончил со степенью доктора медицины в 1922 году. В течение последующих трёх лет стажировался в Балтиморе в области урологии, отоларингологии и общей хирургии. С июля 1925 года начал преподавать в Университете Вандербильта, начав там же лабораторные исследования, проводя эксперименты на собаках, в области хирургии и изучения природы и лечения геморрагического и травматического шока; первым высказал предположение, что плазма крови может использоваться при лечении травматического шока.
В 1941 году был назначен главным хирургом больницы Джонса Хопкинса, где работал до 1964 года, уйдя в отставку лишь за два с половиной месяца до смерти. В 1954 году был награждён премией Альберта Ласкера за исследования в области клинической медицины. За свою жизнь написал более 200 статей и книг.